# 伊豆・小笠原・マリアナ島弧

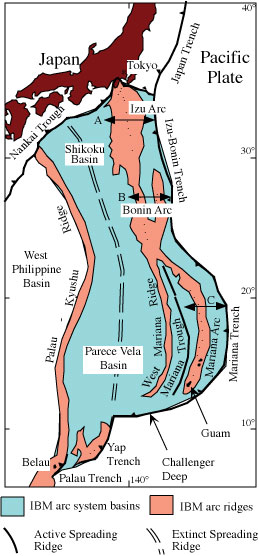
伊豆・小笠原・マリアナ島弧

伊豆・小笠原・マリアナ島弧（いずおがさわらマリアナとうこ、英: Izu-Bonin-Mariana (IBM) Arc）はフィリピン海と太平洋（狭義）の境界をなす島弧を指す。伊豆半島、伊豆大島からヤップ島まで2800km以上に及ぶ。太平洋プレートがフィリピン海プレートの下へ潜る沈み込み帯に伴うもので、このような島弧としては世界的にも大規模なものである。火山活動も活発で火山島が多い。
島としては次の諸島を含む。
- 伊豆諸島
- 小笠原諸島（南鳥島、沖ノ鳥島を除く）
- マリアナ諸島
- ヤップ島

火山島は下記の火山列に分けられる。
- 伊豆諸島
- 火山列島（硫黄列島）
- マリアナ諸島

東方沖には上述の沈み込み帯として伊豆・小笠原海溝、マリアナ海溝およびヤップ海溝がある。伊豆・小笠原海溝とマリアナ海溝は小笠原諸島東方の母島海山で分けられる。また、マリアナ諸島西側には背弧海盆としてマリアナトラフが発達している。